# (41800) Robwilliams
(41800) Robwilliams est un astéroïde de la ceinture principale.

## Description
(41800) Robwilliams est un astéroïde de la ceinture principale. Il fut découvert le 25 novembre 2000 à Fountain Hills (Arizona) par Charles W. Juels. Il présente une orbite caractérisée par un demi-grand axe de 2,60 UA, une excentricité de 0,23 et une inclinaison de 25,0° par rapport à l'écliptique.

## Compléments